# Chiplun
Chiplun, est une ville et un conseil municipal du district de Ratnagiri dans l'État indien du Maharashtra. Lors du recensement de l'Inde de 2011, sa population s'élève à 55 139 habitants.